# Vogelfreistätte Glender Wiesen mit Goldbergsee bei Coburg
Das Naturschutzgebiet Vogelfreistätte Glender Wiesen mit Goldbergsee bei Coburg liegt im oberfränkischen Landkreis Coburg und auf dem Gebiet der kreisfreien Stadt Coburg in Bayern.
Es erstreckt sich nordöstlich von Beiersdorf bei Coburg, westlich von Glend und nördlich des Goldbergsees. Durch das Gebiet hindurch fließt der Sulzbach, ein rechtsseitiger Zufluss der Lauter, unweit westlich verläuft die St 2005. Nordöstlich verläuft die A 73 und südöstlich die B 4.

## Bedeutung
Das rund 195 ha große Gebiet mit der NSG-Nr. NSG-00753.01, an dem die Stadt Coburg einen Flächenanteil von 184,18 ha hat und der Landkreis Coburg einen von 10,68 ha, wurde im Jahr 1989 unter Naturschutz gestellt. Es handelt sich um "eines der wenigen in Oberfranken noch vorhandenen Feuchtwiesengebiete mit störungsarmen Wasserflächen und Verlandungsbereichen." Es ist "Lebensraum, Brut-, Rast- und Nahrungsplatz für teilweise hochgradig bedrohte Vogelarten sowie weitere seltene und gefährdete Arten."